# Calgary Boomers
Calgary Boomers – kanadyjski klub piłkarski z Calgary w prowincji Alberta. Drużyna występowała w lidze NASL, a jego domowym obiektem był McMahon Stadium, natomiast halowa drużyna swoje mecze domowe rozgrywała w hali Stampede Corral. Zespół istniał w latach 1980-1981.

## Historia
Klub został założony w 1980 roku jako kontynuator tradycji Memphis Rogues z ligi USA tylko jeden sezon w lidze NASL. W halowej lidze NASL w sezonie 1980/1981 zespół zajął 3. miejsce w Dywizji Północnej i zakwalifikował się do fazy play-off. W swoim jedynym sezonie w lidze NASL zespół zajął 2. miejsce w Dywizji Północnej i zakwalifikował się do fazy play-off, gdzie zakończył rozgrywki w pierwszej po porażce w rywalizacji z Fort Lauderdale Strikers (1:3, 0:2). Po zakończeniu sezonu 1981 klub został rozwiązany.

## Skład
| Nr | Pozycja | Zawodnik            | M  | G  | A  | Pkt |
| -- | ------- | ------------------- | -- | -- | -- | --- |
| 0  | BR      | Darryl Wallace      | 0  | 0  | 0  | 0   |
| 1  | BR      | Jürgen Stars        | 32 | 0  | 0  | 0   |
| 2  | OB      | Gerd Zimmermann     | 27 | 3  | 6  | 12  |
| 3  | OB      | Paul D'Agostino     | 17 | 0  | 0  | 0   |
| 4  | OB      | Holgar Brueck       | 18 | 2  | 6  | 10  |
| 5  | PO      | Helmut Kremers      | 31 | 3  | 9  | 15  |
| 6  | NA      | Victor Kodelja      | 31 | 2  | 5  | 9   |
| 7  | NA      | Carlos Salguero     | 27 | 3  | 2  | 8   |
| 8  | PO      | Jürgen Röber        | 30 | 6  | 10 | 22  |
| 9  | NA      | Franz Gerber        | 25 | 20 | 10 | 50  |
| 9  | NA      | Klaus Toppmöller    | 0  | 0  | 0  | 0   |
| 10 | NA      | Juan Carlos Molina  | 29 | 5  | 4  | 14  |
| 11 | NA      | Ramon Hector Ponce  | 12 | 2  | 0  | 4   |
| 13 | OB      | Bruce Bates         | 10 | 0  | 0  | 0   |
| 14 | NA      | Danny Vaughn        | 31 | 0  | 3  | 3   |
| 15 | PO      | Milan Stojsavljevic | 18 | 0  | 1  | 1   |
| 16 | PO      | Billy Gazonas       | 11 | 0  | 1  | 1   |
| 17 | OB      | Willi Neuberger     | 0  | 0  | 0  | 0   |
| 17 | NA      | Willi Reimann       | 17 | 8  | 4  | 20  |
| 18 | NA      | David Woodsford     | 3  | 0  | 0  | 0   |
| 19 | NA      | Jorgen Kristensen   | 28 | 3  | 20 | 26  |
| 20 | PO      | Tony Heap           | 8  | 0  | 2  | 2   |
| 22 | BR      | Tom Boric           | 0  | 0  | 0  | 0   |